# Friedrich Karl Peterssen
Friedrich Karl Peterssen (auch Friedrich Carl Peterssen oder Carl Peterssen, * 6. Januar 1829 in Emden; † nach 1913) war ein deutscher Schriftsteller und Feuilletonist, der insbesondere als Vermittler französischer Kultur wirkte.

## Leben
Peterssen trat nach dem Besuch der Volksschule im ostfriesischen Emden mit 14 Jahren als Lehrling in ein Handlungshaus und später, um seine Lernbegierde mehr befriedigen zu können, in die Offizin der „Ostfriesischen Zeitung“, wo er die Buchdruckerkunst erlernte. Nachdem er sich nebenher eine genügende Kenntnis der französischen Sprache verschafft hatte, folgte er seiner Wanderlust, ging nach Süddeutschland, wo er in Cannstatt längere Zeit arbeitete, durch die französische Schweiz nach Frankreich, England und wieder nach Frankreich zurück. In Paris, wo er sich 1857 verheiratete, wurde er ab 1859 Mitarbeiter der von Caroline von Scheidlein herausgegebenen und von Louis Cramer redigierten „Pariser Zeitung“ und Korrespondent verschiedener deutscher Zeitschriften. Nach Ausbruch des Deutsch-Französischen Krieges 1870 aus Paris ausgewiesen, ging er nach Brüssel, kehrte aber nach dem Frieden dorthin zurück und siedelte schließlich 1880 nach Blainville über, wo er 1913 noch als Schriftsteller tätig war.

## Werke

### Buchausgaben u. Belletristik
- Pariser Leben. Federzeichnungen und Plaudereien. 2 Bde. Merhoff, München 1867 (Digitalisat Bd. 1 + Bd. 2 nach S. 170 bei Google Books)
- Genrebilder aus dem modernen Babel. Kröner, Stuttgart 1870 (Digitalisat bei Google Books)
- Französische Volksliederdichter. Otto Wigand, Leipzig 1872
- Aus Frankreich. Bilder und Skizzen. Zenker, Berlin 1887 (Digitalisat bei Google Books; Rezension in: Zeitschrift für neufranzösische Sprache und Literatur, Bd. 9 (1887), S. 162–164, Digitalisat bei DigiZeitschriften)
- Maiblümchen. Eine Künstlernovelle. In: Nord und Süd, Bd. 69 (Mai 1894), S. 240–266 (Digitalisat im Internet Archive)
- Von der Teufelsbank. In: Nord und Süd, Bd. 93 (1900), S. 236–262 und 277–302 (PDF, 30,1 MB im Internet Archive)

### Artikel in Deutsche Warte – über das Leben und Schaffen der Gegenwart (Auswahl)
- Französische Volksliederdichter:
  - Bd. 2 (1872), S. 273–283: Gustave Nadaud
  - Bd. 2 (1872), S. 474–486: Pierre Dupont
  - Bd. 2 (1872), S. 593–606: Charles Vincent
  - Bd. 2 (1872), S. 712–728: Louis Charles Colmance
- Bd. 4 (1873), S. 540–557 und S. 591–605: Pierre Lachambeaudie und die moderne französische Fabel
- Bd. 5 (1873), S. 409–419: Théophile Gautier als Erzähler
- Bd. 6 (1874), S. 103–109: Ein französischer Langlebigkeits-Apostel
- Bd. 6 (1874), S. 628–631: Tartüffe im Recipienden-Rocke (über Émile Ollivier)
- Bd. 6 (1874), S. 727–731: Jules Michelet als Bekämpfer der Priesterherrschaft
- Bd. 8 (1875), S. 104–117 und S. 151–167: Die Kunstausstellung im Palais-Bourbon zu Paris

(Möglicherweise stammen von Peterssen auch die mit „Ein Deutschpariser“ gezeichneten Artikel, z. B. Aus der Pariser Theaterwelt (S. 626–631)).
- Bd. 9 (1875), S. 513–525 und S. 583–600: Der Aberglaube in Frankreich (siehe nach S. 768 von Bd. 8)
- Reihe „Der Pariser Salon“:
  - Bd. 3 (1873), S. 79–97
  - Bd. 3 (1873), S. 149–169
  - Bd. 5 (1873), S. 97–107
  - Bd. 6 (1874), S. 657–673
  - Bd. 9 (1875), S. 209, 267, 318, 402 (siehe nach S. 768 von Bd. 8)

### Artikel in diversen Periodika (Auswahl)
- Jüngere französische Romanschriftsteller. I. Alphonse Daudet. In: Unsere Zeit. Deutsche Revue der Gegenwart (Neue Folge) Jg. 13 (1877), Bd. 1, S. 81–112